# Толмачёв, Виктор Николаевич
Виктор Николаевич Толмачёв (7 февраля 1903, Челябинский уезд, Оренбургская губерния — 16 апреля 1989, Москва) — советский военачальник, политработник, участник Великой Отечественной войны. Генерал-майор авиации (1943).

## Биография
Виктор Толмачёв родился 7 февраля 1903 году в деревне Убиённое Кислянской волости Челябинского уезда Оренбургской губернии, ныне деревня не существует, территория входит в Кислянский сельсовет Юргамышского района Курганской области. Русский.
С 1919 года — в Рабоче-Крестьянской Красной Армии. В 1919—1931 годах участник Гражданской войны на Закаспийском фронте, участник ликвидации басмачества.
В 1924 году вступил в РКП(б), с 1925 года партия переименована в ВКП(б), c 1952 года партия переименована в КПСС.
С 1935 года на политической работе и командных должностях в Рабоче-Крестьянской Красной Армии, комиссар авиационного соединения, заместитель командующего армией.
Делегат XVIII съезда ВКП(б) (10—21 марта 1939 года).
Бригадный комиссар В.Н. Толмачёв участвоввал в Великой Отечественной войне с июня 1941 года.
С 15 ноября 1942 года заместитель командующего 17-й воздушной армии по политической части, член Военного совета 17-й воздушной армии. С 1 мая 1943 года генерал-майор авиации.
Участие в сражениях и битвах:
- Сталинградская битва (17 июля 1942 - 2 февраля 1943 года).
- Среднедонская наступательная операция   (16 - 30 декабря 1942 года).
- Донбасская операция (13 августа — 22 сентября 1943 года)
- Курская битва (5 июля) — 23 августа 1943 года)
- Березнеговато-Снигирёвская операция (6 - 18 марта 1944 года)
- Одесская наступательная операция  (26 марта —  14 апреля 1944 года)
- Ясско-Кишинёвская операция (20 — 29 августа 1944 года)
- Будапештская операция  (29 октября 1944 - 13 февраля 1945 года)
- Балатонская оборонительная операция  (6 - 15 марта 1945 года)
- Венская операция  (16 марта по 15 апреля 1945 года ).

После Великой Отечественной войны — на политической работе в Красной Армии. Был заместителем командующего 64-й воздушной истребительной армии ПВО по политической части, с 1950 года — член Военного совета 25-й воздушной истребительной армии ПВО.
С 4 января 1961 года генерал-майор В.Н. Толмачёв — в запасе, с 1963 года — в отставке. Жил в городе Москве.
Виктор Николаевич Толмачёв умер 16 апреля 1989 года в городе Москве. Похоронен на Кунцевском кладбище, ныне муниципального округа Можайский Западного административного округа города Москвы.

## Награды
- Орден Ленина, 15 ноября 1950 года[3]
- Орден Красного Знамени, пять раз: 2 ноября 1941 года[4],  26 октября 1943 года[5], 19 марта 1944 года[6], 6 ноября 1945 года[7], 30 декабря 1956 года
- Орден Богдана Хмельницкого I степени, 28 апреля 1945 года[8]
- Ордена Отечественной войны I степени, дважды:  13 сентября 1944 года[9][10], 6 апреля 1985 года[11]
- Орден Отечественной войны II степени, 17 июня 1943 года
- Орден Красной Звезды, 3 ноября 1944 года[12]
- медали, в т.ч.:
  - Медаль «За оборону Москвы», декабрь 1944 года[13][14]
  - Медаль «За оборону Сталинграда», 2 марта 1944 года[15]
  - Медаль «За победу над Германией в Великой Отечественной войне 1941—1945 гг.»
  - Медаль «За взятие Будапешта»
  - Медаль «За освобождение Белграда»
- иностранные награды

## Семья
Сын - В.В. Толмачёв (1943-1997) - военный врач хирург, полковник медицинской службы.